# Oberonia anamalayana
Oberonia anamalayana là một loài thực vật có hoa trong họ Lan. Loài này được J.Joseph mô tả khoa học đầu tiên năm 1964.